# Sabiaceae
Sabiaceae — родина квіткових рослин, які віднесені до порядку Proteales за системою APG IV. Він включає три роди, Meliosma, Ophiocaryon і Sabia, з 66 відомими видами, які поширені в тропічних і теплих регіонах помірного клімату Південної Азії та Америки. Родина також називається Meliosmaceae Endl., 1841, nom. rej.

## Екологія
Пиляк надзвичайно короткий. Пиляки розкриваються всередині бутона, але укладені в стаміноди. При дозріванні бутон вибухоподібно розкривається від найменшого дотику, вивільняючи пилок у повітря.
Рослини цього роду живуть у вологих районах уздовж річок, в тропічних лісах або в зоні теплих температур.